# Божидар Милидраговић
Божидар Милидраговић (Петровац код Ђаковице, 1939 — Београд, 1995) био је српски песник, романописац, приповедач, књижевни и телевизијски критичар.

## Биографија
Основну школу завршио је у Ђаковици, а учитељску у Призрену 1961. године. Студирао је филозофију на Филозофском факултету у Београду (1962 — 1964), дипломирао на Филозофском факултету Сарајеву 1968. Једно време радио је као учитељ у Призренском Броду, потом се отиснуо у Београд. Најпре се запослио у Борби, а затим је био коментатор и стални књижевни критичар листа Вечерње новости. Прву песму је објавио у приштинском Јединству ("Заволи нешто"), маја 1959. године, готово у исто време када је у овоме листу објавио и прву причу ("Игра"), августа 1959. Потом следи заједничка збирка поезије "Додир лета" са Лазаром Вучковићем и Радославом Златановићем

## Књиге песама
- Додир лета (заједно са Радославом Златановићем и Лазаром Вучковићем), Приштина, 1962.
- Цариник, Београд, 1967.
- Где нас је анђео победио, Београд, 1970.
- Стезање огњишта, Београд, 1971.
- Рад извора, Београд, 1973.
- Стопе, Нови Сад, 1975.
- Грчки комади, Београд, 1978.
- Сирене без посла, Београд, 1982.
- Стакло и коврџе, Београд, 1983.
- Раздвојено лишће, Београд, 1985.
- И ја сам напољу, Београд, 1989.
- Отпис, пратња, Београд, 1991.
- Фински нож, Београд, 1993.
- Монашки анали, Београд, 1995.

## Изабране песме
- Изабране песме, Београд, 1987.

## Романи
- Уметник Золт, Београд, 1970.
- Ђубриште наслада, Нови Сад, 1973.
- Марта од априла, Београд, 1980.
- Корак вука, Беогард, 1981, 1985.
- Продан на Косову, Београд, 1984, 1986.
- Поремећај, Београд, 1989.
- Краљ први Павао Манаро, Вршац, 1992.
- Краљ Пиладико Манаро, Београд, 1995.

## Приповетке
- Смрт у Сарајеву, Београд, 1976.
- Vdjëka ne Sarajevë (Смрт у Сарајеву), Рилиндја, Приштина, 1980, 1986.

## Антологије
- Антологија песника од Стерије до данас, Београд, 1976.

## Награде
- Награда „Исидора Секулић”, за роман Уметник Золт, 1971.
- Нолитова награда, за збирку песама Рад извора, 1973.
- Награда „Милан Ракић”, за књигу Стопе, 1976.